# Charrettes romaines
Charrettes romaines (italien : Barrocci romani) est une peinture à l'huile sur panneau de l'artiste italien Giovanni Fattori, peinte lors d'un séjour à Rome, vers 1872-1873. Ce tableau se trouve à la Galerie d'Art Moderne du Palais Pitti, à Florence, en Italie.

## Description
Réalisée lors de son séjour à Rome en 1873, la toile représente une scène de rue. Quatre chevaux sont visibles, et semblent épuisés par une journée d'été. L'un est assis par terre, un autre porte une selle et les deux derniers tirent toujours un barroccio (it), un véhicule à deux roues utilisé pour le transport de marchandises. Il n'y a qu'un seul homme dans la scène, représenté à l'arrière-plan : c'est un cocher et il est surpris alors qu'il se repose, épuisé comme les animaux.
Au fond, un mur jaunâtre calciné par le soleil, vu en perspective transversale, coupe schématiquement l'horizon et met en valeur l'immensité de l'espace. Le mur, caractérisé par une géométrie parfaite, présente une grande tension volumétrique et semble soudainement interrompu. Il restitue l'idée de temps bloqué.
D'un point de vue technique, les personnages peints dans des tons clairs et uniformes sont mis en valeur volumétriquement par le rapport entre le dessin et les coups de pinceau. La scène est montrée sous une lumière très intense. La sensation qui en découle, immobile et triste, est celle d'une suspension de vie pendant une journée d'été étouffante,.